# Ptiloris
Ptiloris es un género de aves paseriformes de la familia Paradisaeidae. Lo forman cuatro especies de aves del paraíso de las selvas australianas y de Nueva Guinea.